# Јабланички управни округ
Јабланички управни округ је управни округ у југоисточном делу Србије са седиштем у Лесковцу. Према попису из 2011. године на подручју управног округа је живело 216.304 становника. Према подацима са последњег пописа 2022. године у округу је живело 184.502 становника Површина управног округа је 2.770 км² и обухвата 336 насељених места.

## Подела
Управни округ обухвата град Лесковац и општине Власотинце, Лебане, Бојник, Медвеђа и Црна Трава.
- Град Лесковац је територијална јединица чије је средиште градско насеље Лесковац. Према попису становништва из 2011. године у граду је живело 144.206 становника. Површина града је 1.025 км² и обухвата 144 насељена места, од којих су три градска насеља. Подручје града је смештено у срцу простране и плодне Лесковачке котлине (дугачке 50 и широке 45 км), највеће морфотектонске потолине у Србији. Захвата део долине Јужне Мораве и делове сливова њених значајних левих притока, Ветернице и Јабланице. Географско-саобраћајни положај Лесковачке котлине има транзитни карактер. Кроз њу пролазе важне међународне саобраћајнице, као и саобраћајни правци нижег реда. Главни саобраћајни правац повезује Западну и Средњу Европу са Републиком Македонијом, Грчком и Малом Азијом.[4]
  - Историја На простору града Лесковца, према грчком историчару Херодоту, је у 5 веку п. н. е. постојало илирско (дарданско) насеље, око којег се гајила конопља. Након победе над Илирима, Римљани у 2. веку затичу једно насеље на левој обали Ветернице, а на брду Хосар подижу тврђаву која доминира околином. У 12. веку византијски цар Манојло дарује предео око данашњег Лесковца, познат као Дубочица, жупану Стефану Немањи. Лесковац је крајем 18. века центар Лесковачког пашалука. Током Првог српског устанка Карађорђев војвода Илија Петровић Стреља диже устанак против вишевековних окупатора Турака, којем се прикључују многи Лесковчани. Лесковац је ослобођен од Турака 24. децембра 1877. године. У Првом светском рату због злодела бугарског окупатора страдало је бројно становништво и поремећен је привредни развој. Током априлског рата Лесковац није много страдао, али је у савезничком бомбардовању страдало септембра 1944. године страдало много цивилног становништва, уништени су вековни културно-историјски споменици и катастрофално је уништен део градског језгра. Током шездесетих и седамдесетих година 20. века лесковачка текстилна индустрија доживљава процват, али почетком деведесетих година привредна и економска рецесија захвата Лесковац. За време НАТО агресија 1999. Лесковац 25. марта доживљава прво бомбардовање.[5]
- Општина Власотинце је територијална јединица са седиштем у Власотинцу. Према попису становништва из 2011. године имала је 29.893 становника. Површина општине је 308 км² и обухвата 48 насељена места. Општина има брдско-планински карактер који чини преко 80% њене територије. Најнижа тачка је на 230 м надморске висине код ушћа Власине у Јужну Мораву, а највиша је на 1.433 м надморске висине. У морфолошком погледу издвајају се две целине, долинско-котлинска и брдско-планинска. Клима општине је умереноконтинентална са жупском варијантом у равничарском-брежуљкастом делу до 500 м надморске висине.
  - Историја Људске заједнице су на територији општине постојале у доба неолита - млађег каменог доба. Илири и Трачани насељавају овај простор током бронзаног-гвозденог доба а покоравају их Римљани током 1. века. Словени насељавају Балкан током 6. и 7. века, док је простор општине био до 12. века под Византијом. Стефан Немања ратујући против Византије, осваја овај простор и припаја га српској држави. Власотиначки крај је све до освајања Турака био у саставу српске државе, а први пут се помиње у 16. веку под именом Власотинац, у попису из 1516. године. Након ослобођења јужног дела Србије од Турака, Власотинце је 1878. године проглашено за варошицу. Становништво врло активно и масовно учествује у Балканским ратовима, као и у Првом светском рату. За време Другог светског рата Власотинце је ослобођено 10. октобра 1944. године када почиње период обнове и изградње.[6]

- Општина Лебане је територијална јединица са седиштем у Лебану. Према попису становништва из 2011. године имала је 22.000 становника. Површина општине је 337 км² и обухвата 39 насељених места. Пољопривредно земљиште заузима 63,2%, а шуме 31,7% укупне територије општине. Општина обухвата делове који припадају горњем делу слива Јабланице и Лесковачкој котлини. У рељефу се издвајају Лесковачка котлина и брдско-планински део. Општину карактерише умереноконтинентална клима, са умерено хладним зимама и топлим и сувим летима. Средња годишња температура износи 10,2 °C.
  - Историја На овом простору постојале су људске заједнице још од праисторије. Лебане је основано 1878. године, на реци Јабланици поред истоименог села. До развоја насеља долази тек када је постало седиште Јабланичког среза. Било је познато по две тополе, обима око 10 м, и три велика орахова дрвета која су расла код пешачког моста. У периоду између два светска рата Лебане је остало на нивоу сеоске варошице са малим бројем становника. Године 1976. у Лебану се десила катастрофална поплава у којој су изгубљена два живота, а материјална штета је била велика. Након тога долази до брже индустријализације, захваљујући финансијској помоћи, а место се брже развија.[7]
- Општина Бојник је територијална јединица са седиштем у Бојнику. Према попису становништва из 2011. године имала је 11.104 становника. Површина општине је 264 км² и обухвата 36 насељених места. Бојник се налази у сливу Пусте реке и испод Радан планине. Географски положај и природна конфигурација општине су специфични. Она се налази ван најзначајнијих магистралних саобраћајница, али чини природну везу северозападног дела Лесковачке котлине са градом Лесковцем и општинама Лебане и Медвеђа. Око две трећине територије општине је брдско-планинско подручје, са снажним утицајем на формирање релативно неповољне конфигурације мреже насеља и неравномеран територијални распоред економских активности и становништва.[8]
  - Историја Најстарије праисторијско насеље је откривено у Лапотинцу на локалитету Селиште, фрагменти керамике из старчевачке групе. У Горњем Бријању на локалитету Цунга нађени су остаци винчанско-плочмичке културе кремених оруђа и плоча. Из античког периода потиче недовољно истражено и запуштено археолошко налазиште у Горњем Бријању, које представља римску тврђаву подигнуту вероватно у 3. веку. Римско насеље код Бојника регистровано је на обали Пусте реке, између Доњег Коњувца и Бојника. Овде је између осталог пронађена мермерна глава римског грађанина.[9]
- Општина Медвеђа је територијална јединица са седиштем у Медвеђи. Према попису становништва из 2011. године имала је 7.438 становника. Површина општине је 524 км² и обухвата 44 насељена места. Општина се налази на самој граници са Косовом и Метохијом, у планинској-котлинској области јужне Србије. Најнижа тачка се налази на 316 м надморске висине, у долини реке Јабланице, а највиша на 1.376 м на планинама Радан и Мајдан. Геоморфолошка конфигурација терена је неповољна и утиче на лошу саобраћајну повезаност општине са другим подручјима. Путни правац Лесковац—Приштина, који преко Приштине повезује јужну Србију са Јадраном, једина је значајнија саобраћајна комуникација. Клима је континентална, просечна годишња температура у долинама износи 11 °C, а у планинским областима 6,7 °C.
  - Историја На простору општине има бројних остатака који сведоче о праисторијском животу разних народа. Кроз ову територију водио је значајан римски пут ка Пироту и Приштини. До већег насељавања ове територије долази 1879. године, након ослобођења јужне Србије, а становништво је долазило из свих крајева, пре свега Косова и Метохије, Старе Херцеговине, источне Србије, а становништво из Црне Горе насељава овај простор у таласима од 1880. до 1906. године. Након Првог светског рата и три неуспела покушаја да Медвеђа постане варош, њиховој четвртој молби удовољио је краљ Александар Карађорђевић, те је 31. децембра 1921. године, Медвеђа проглашена за варош.[10]
- Општина Црна Трава је територијална јединица са седиштем у Црној Трави. Према попису становништва из 2011. године имала је 1.663 становника. Површина општине је 312 км² и обухвата 25 насељених места. Општину окружују Сува планина на северу, Власинско језеро на југу, српско-бугарска граница на истоку и Грделичка клисура и долина Јужне Мораве на западу. Надморска висина се креће од 346 м до 1.721 м, те је територија планинског карактера. Река Власина протиче општинском територијом, само насеље Црна Трава је смештено на њеним обалама, а Власинско језеро је удаљено 10 км.
  - Историја Некада су на овом простору живела илирска племена, а од 2. века простор су настанили Римљани и бавили се рударством. За време владавине Византије, која је трајала до 12. века, у летописима цркве се налазе подаци да је овај крај био скоро пуст, да су ту живели калуђер и пар манастирских чобана. Насеље се раније звало Вилин Луг, а за време турске владавине је носио назив Кара Кас што значи „црна трава”, као и Бал’к Дервен што је значило „рибља клисура”. Назив насеља се везује и за Косовску битку, где су према легенди уморни српски војници заспали на трави која их је омамила, због чега нису стигли на бој, па су због тога траву назвали црном.[11]

- Грбови града Лесковца и општина Власотинце, Лебане, Бојник, Медвеђа и Црна Трава

## Демографија
Према попису становништва из 2011. године на територији Јабланичког управног округа је живело 216.304 становника. Округ је углавном насељен Србима који чине 92,4% становништва, затим следе Роми који чине 5,3% становништва. У верском погледу 201.969 становника је православне вероисповести, следе протестанти којих је 2.575, муслимана је 815, 575 нису верници, 4.824 становника се није изјаснило. Српски је матерњи језик 203.703 грађана, следи ромски који је матерњи 9.278 грађана.
| Национални састав према попису из 2011.‍ | Национални састав према попису из 2011.‍ | Национални састав према попису из 2011.‍ | Национални састав према попису из 2011.‍ | Национални састав према попису из 2011.‍ |
| --------------------------------------- | --------------------------------------- | --------------------------------------- | --------------------------------------- | --------------------------------------- |
|                                         |                                         |                                         |                                         |                                         |
| Срби                                    | Срби                                    |                                         | 199.901                                 | 92,4%                                   |
| Роми                                    | Роми                                    |                                         | 11.436                                  | 5,3%                                    |
| Албанци                                 | Албанци                                 |                                         | 548                                     | 0,2%                                    |
| Црногорци                               | Црногорци                               |                                         | 386                                     | 0,2%                                    |
| Македонци                               | Македонци                               |                                         | 354                                     | 0,2%                                    |
| Укупно: 216.304                         |                                         |                                         |                                         |                                         |

| Верски састав према попису из 2011.‍ | Верски састав према попису из 2011.‍ | Верски састав према попису из 2011.‍ | Верски састав према попису из 2011.‍ | Верски састав према попису из 2011.‍ |
| ----------------------------------- | ----------------------------------- | ----------------------------------- | ----------------------------------- | ----------------------------------- |
|                                     |                                     |                                     |                                     |                                     |
| Православци                         | Православци                         |                                     | 201.969                             | 93,4%                               |
| Протестанти                         | Протестанти                         |                                     | 2.575                               | 1,2%                                |
| Муслимани                           | Муслимани                           |                                     | 815                                 | 0,4%                                |
| Католици                            | Католици                            |                                     | 164                                 | 0,1%                                |
| Атеисти                             | Атеисти                             |                                     | 575                                 | 0,3%                                |
| Укупно: 216.304                     |                                     |                                     |                                     |                                     |

| Језички састав према попису из 2011.‍ | Језички састав према попису из 2011.‍ | Језички састав према попису из 2011.‍ | Језички састав према попису из 2011.‍ | Језички састав према попису из 2011.‍ |
| ------------------------------------ | ------------------------------------ | ------------------------------------ | ------------------------------------ | ------------------------------------ |
|                                      |                                      |                                      |                                      |                                      |
| Српски                               | Српски                               |                                      | 203.703                              | 94,2%                                |
| Ромски                               | Ромски                               |                                      | 9.278                                | 4,3%                                 |
| Албански                             | Албански                             |                                      | 544                                  | 0,2%                                 |
| Македонски                           | Македонски                           |                                      | 271                                  | 0,1%                                 |
| Укупно: 216.304                      |                                      |                                      |                                      |                                      |

## Организација
Јабланички управни округ је подручни центар државне управе који је основан ради вршења послова државне управе изван седишта органа државне управе што значи да управни округ чине послови стручних и подручних јединица министарства на територији округа. Он нема положај органа државне управе тако да не може имати ни сопствене надлежности. Законом о државној управи и Уредбом о управним окрузима јасно су наведени послови које органи државне управе, пре свега одређена министарства, могу обављати у управном округу. Органи државне управе могу обављати следеће послове:
- да решавају у управним стварима у првом степену односно о жалби кад су у првом степену решавали имаоци јавних овлашћења
- да врше надзор над радом ималаца јавних овлашћења
- да врше инспекцијски надзор

Начелник управног округа усклађује рад окружних подручних јединица и прати примену директива и инструкција које су им издате, прати остваривање планова рада окружних подручних јединица и стара се о условима за њихов рад, прати рад запослених у окружним подручним јединицама и предлаже покретање дисциплинског поступка против њих.
Савет управног округа чине начелник управног округа и председници општина и градоначелници градова са подручја управног округа. Седнице Савета сазива и председава начелник управног округа, и одржавају се најмање једном у два месеца. Предлоге Савета начелник управног округа је дужан да достави министру надлежном за послове управе, кога је дужан и да информише најмање једном годишње о раду Савета. Савет управног округа, поред осталог, усклађује рад окружних подручних јединица органа државне управе и општина и градова са подручја управног округа и предлаже како да се побољша рад управних округа.

## Галерија
- Лесковац
- Власотинце
- Лебане
- Бојник
- Медвеђа
- Црна Трава